# Cine Moskva
El Cine Moskva (en armenio: Մոսկվա կինոթատրոն) es la mayor sala de cine en la ciudad de Ereván, ubicado en la plaza Charles Aznavour en la calle Abovyan, en Armenia. Fue construido en el emplazamiento de la Iglesia de San Pablo y San Pedro, que fue demolido en la década de 1930 por las autoridades soviéticas.  En 2010 se propuso demoler el cine y la reconstrucción de la iglesia. 
El cine ha participado en el "Golden Apricot", un festival de cine internacional que se celebra en Ereván todos los años desde 2004. La plaza delante del cine recibe el nombre de Charles Aznavour, como parte de las celebraciones del 10º aniversario de la independencia de Armenia en 2001. 